# Руски дом у Београду
Руски дом (Руски центар за науку и културу „Руски дом”) се налази у центру Београда у улици Краљице Наталије. Бави се промоцијом руског језика и културе.

## Историја
Руски дом је настао на иницијативу руских емиграната који су уточиште нашли у Краљевини СХС после Октобарске револуције у Русији.
Подршку овој идеји је дао краљ Александар I Карађорђевић, патријарх српски Варнава, академик Александар Белић и других водећих државни и друштвени српски стваоци. Зграду је пројектовао руски архитекта В. Ф. Баумгартена. Отворен је као културни центар 9. априла 1933. године. У оквиру дома је јуна 1936. отворен Музеј цара Николе II.
Након Другог светског рата Влада Југославије је зграду предала Совјетском Савезу где је био смештен Дом совјетске културе (од 1994. — Руски центар за науку и културу).
Руски дом располаже изложбеним материјалом, филмским фондом, књигама и укључује у организацију различитих фестивала, конференција и других културних догађања у Београду и шире.
Руски дом је радио и током НАТО бомбардовања СРЈ током 1999. Током бомбардовања није прекидао свој рад. На дан 24. маја 1999. године читав Београд је остао без електричне енергије, док је у Руском дому уз свеће прослављен „Дан словенске писмености и културе”.